# Sophrologie
 (janvier 2024).
La sophrologie est une pratique pseudo-scientifique,,, utilisée par plusieurs courants comme méthode de relaxation, psychothérapie, pratique psycho-corporelle et technique de développement personnel. Elle est créée à partir de 1960 par le neuropsychiatre Alfonso Caycedo, celui-ci la définissant comme une « nouvelle école scientifique qui étudie les modifications de la conscience humaine ». La CIPPAD la qualifie de « psycho-technique inventée au début des années soixante par Alfonso Caycedo, et conduisant à un état modifié de conscience voisin des sensations perçues dans les instants qui précèdent l’endormissement ».
Les sources d'inspiration de la sophrologie sont multiples : l'hypnose, la phénoménologie, la relaxation progressive d'Edmund Jacobson, le training autogène  de Schultz, ainsi que le yoga, la méditation zen, tibétaine, et le tummo,.
La sophrologie n'a pas validé scientifiquement ses fondements et méthodes, et des critiques concernent notamment l'absence d'efficacité thérapeutique prouvée, ou certains aspects pseudoscientifiques,. Malgré son absence d'efficacité démontrée au-delà de l'effet placebo, elle est également utilisée dans le sport et le monde de l’entreprise ou encore dans la gestion du stress. Elle a fait l'objet de mises en garde concernant le risque d'emprise ou de dérive sectaire.

## Étymologie et origine du terme
Le mot sophrologie est un néologisme. Selon le médecin sophrologue Patrick-André Chéné, la notion est en fait reliée à un mouvement collectif : « des médecins, qui pratiquent l'hypnose, souhaitant à la fois la renouveler et la dépasser, créent la Sophrologie. D'après eux, et au premier rang desquels A. Caycedo, l'hypnose a des résultats thérapeutiques efficaces mais des concepts théoriques confus. »
L'étymologie de « sophrologie » se compose selon trois racines de grec ancien : σῶς / sôs (« bien portant », « harmonie »), φρήν / phrến (« conscience », « esprit ») et -λογία / -logía (« étude », « science »). C'est donc littéralement « l'étude de la conscience bien portante » ou « l'étude de l'harmonie de la conscience »,  Caycedo dit « École étudiant la conscience humaine en harmonie ». Selon lui, « l'âme, la conscience et le corps sont une même chose ». La devise de la sophrologie, dont l'objectif est la recherche de la conscience et des valeurs de l'existence, est « Ut conscientia Noscatur » [« Pour que la conscience soit connue »].
L'utilisation du suffixe « -logie » (« science » ou « discours » se rapportant à une science) est contestée par les opposants à cette discipline, qu'ils considèrent comme une pseudoscience, jugeant qu'il serait destiné à lui donner une apparence scientifique « jusque dans son nom ».

## Qualificatifs multiples
La sophrologie (indistinctement caycédienne ou non) est parfois qualifiée de technique de développement personnel,, de psychothérapie,,,, de méthode de relaxation,,,,, de pratique psychocorporelle,,,,, de médecine alternative, de « technique à médiation corporelle », de technique de bien-être, « un entrainement, une pédagogie de l'existence »voire un outil thérapeutique. Les approches de la sophrologie sont multiples, et parfois « contradictoires ».
Selon le mensuel Psychologies Magazine : « Inspirée de l’hypnose et de disciplines orientales telles que le yoga ou le zen, la sophrologie est une méthode de relaxation […] dynamique qui a pour objectif de transformer nos angoisses ou phobies en pensées positives. Cette pratique psychocorporelle s’appuie essentiellement sur la détente physique, obtenue grâce à des exercices de respiration, et la visualisation d’images apaisantes. » La discipline peut également « se travailler sur le long terme » et amener « le patient à privilégier l'instrument de la parole. »
Santé Magazine la qualifie de « technique de relaxation basée sur la respiration » qui affirme pouvoir aider les pratiquants à retrouver un équilibre de vie et à mieux gérer leur quotidien, à retrouver une certaine harmonie entre le mental et le physique. Le magazine ajoute « cette méthode naturelle permet de mobiliser ses propres capacités : calme, bien-être, confiance en soi. Elle dynamise de façon positive les qualités, les pensées et les ressources de chacun afin d’aider à mieux utiliser son potentiel. ». Elle aiderait aussi, selon certains de ses partisans, à voir les choses telles qu’elles sont, ce qui permettrait d’être plus efficace dans l’action grâce à l’écoute de nos sensations et de ce que nous renvoie notre corps.

## Historique

### 1960-1968: Origines et fondation
La sophrologie naît dans un service de neuropsychiatrie madrilène. 
Le nom « Département de Sophrologie et de Médecine Psychosomatique » vient remplacer celui de « service d'hypnose clinique et de relaxation » en octobre 1960. 
Le Pr Juan José López Ibor (es) — professeur de psychiatrie à Madrid — qui a avalisé cette décision précise : « Le changement n'était pas seulement, comme les faits l'ont démontré depuis, celui d'un mot par un autre, mais c'était bien plus, un engagement beaucoup plus profond. ». 
Par ailleurs, son initiateur préfère placer la naissance officielle de la sophrologie au congrès de Vienne l'année suivante avec la présentation de la sémantique associée,
C'est Alfonso Caycedo qui est à l'origine de cette initiative, un neuropsychiatre et professeur de psychiatrie passionné par l'étude de la conscience et ayant fait sa thèse doctorale sur l'électroencéphalogramme en 1959. 
Il essaye l'hypnose comme alternative aux électrochocs et aux comas médicamenteux qu'il souhaite limiter dans le traitement des patients en psychiatrie, et crée en 1959 à Madrid la société d'hypnose clinique et expérimentale. 
Il ajoute rapidement à l'hypnose classique issue de l'école de Nancy (qu'il est allé étudier à Nancy) le Training autogène de Schultz et la relaxation progressive de Jacobson. 
C'est ce nouvel ensemble de techniques qui est nommé sophrologie, avec « comme direction pour la recherche scientifique [...] l'approche des phénomènes par la phénoménologie. ». 
L'inspiration phénoménologique est surtout affirmée par les sophrologues qui se réclament de Caycedo et prend appui essentiellement sur les travaux et concepts de Hegel et Husserl ,.  
Pour Caycedo, « Pas de sophrologie sans phénoménologie », mot qui signifie littéralement l'étude de ce qui apparaît et qui désigne un courant philosophique consacré à l'étude de la conscience. C'est non pas les dysfonctions, mais les mécanismes fonctionnels et leurs sources profondes qui seraient ainsi étudiés. 
La terminologie « tirée de Platon » porte cette orientation, ce que l'on retrouve dans l'expression : « la possibilité d'accéder aux structures, aux essences universelles, grâce à l'effort phénoménologique, est le grand objectif de la sophrologie. ».
Après une première diffusion de cette sophrologie naissante (1960-1963), Caycedo part étudier la phénoménologie (entre 1963 et 1964) à la clinique suisse de Kreuzlingen (le « Sanatorium Bellevue ») auprès de Ludwig Binswanger. Ce dernier propose une application médicale de la phénoménologie : la Daseinsanalyse (ou analyse existentielle), ce que l'on retrouve chez Caycedo dans l'idée de sophrologie existentielle affiliée à l'analyse existentielle. 
En Suisse toujours, il rencontre et épouse une française qui pratique le yoga et semble l'ouvrir à « une façon différente de concevoir la conscience » qui inclut le corps. L’enthousiasme de Binswanger l’encourage à partir étudier les approches corporelles orientales. Il le fait durant deux ans (1965-1967) en Inde auprès des yogis, (et en tire deux livres édités en Inde: Letters of silence et India of yogi), dans le nord de l'Inde auprès des lamas avec l'appui du Dalaï-lama, et au Japon dans les deux principales écoles zen (Rinzai et Sōtō). Plus précisément, les sources utilisées en sophrologie sont, d'après Chéné, « le Raja yoga comme origine de la méditation dhyâna ; le bouddhisme traditionnel, mahayana du Tibet ; le Zen japonais. »

### Ruptures et apparition de divers courants
Il y a plusieurs branches distinctes à la sophrologie lorsque Caycedo tente encore en 1978 de définir la sophrologie, qui doit maintenant en plus intégrer une dimension sociale et « tenter de sauver les valeurs de l'homme, qui sont les valeurs de la conscience humaine, face à la crise grave que traverse notre civilisation. ».
Mais beaucoup de sophrologues de la première heure ne le suivent plus ,et différentes écoles de formation à la sophrologie, variant le contenu des apprentissages, apparaissent et font usage du mot « sophrologie », qui reste libre de droit. 
Caycedo décide dès lors, dès 1988, de mettre en avant un nouveau terme - sophrologie caycédienne- pour distinguer la méthodologie qu’il promeut et les écoles qui la diffusent . En 1989, pour restructurer la sophrologie, Caycedo organise ce qu'il appelle une « amnistie », et des directeurs d'écoles assurent la formation de base en sophrologie caycédienne tandis qu'un cycle Master est mis sur en Andorre, où il professe . Il pose ainsi clairement une frontière entre la sophrologie telle qu’il l’a construite, qualifiée de caycédienne et celle qu’il ne reconnait pas.  En 1992, afin de protéger plus efficacement sa méthode de ce qu'il considère être des copies et dérives, Caycedo dépose la marque  Sophrologie caycédienne® et définit un brevet à l'OMPI (organisme de protection mondiale des propriétés intellectuelles et droits d'auteur).
Subsistent néanmoins des mouvements multiples constitués au fil du temps présentant des similitudes et divergences selon la volonté de l'organisme (écoles, syndicats, observatoires, instituts de formations, cabinets de sophrologues…): le vocable est proche, mais les pratiques peuvent être plus ou moins éloignées de celles de Caycedo. Parmi ces divers courants classés dans la sophrologie, le CORTECS répertorie la sophroanalyse, la sophrologie existentielle, la sophrologie dynamique, la sophrosubstitution sensorielle.

#### Sophrologie plurielle
Le docteur Benoît Fouché a le premier mentionné l'expression de « sophrologie plurielle » pour qualifier les différents courants qu'il jugeait les plus sérieux de la sophrologie actuelle.
D'après le Que sais-je ? sur la sophrologie il existe schématiquement deux orientations principales elles-mêmes subdivisées :
- celle fidèle au fondateur, se considérant être une pédagogie de l'existence, ne se situant pas directement dans le domaine thérapeutique (même si ses effets peuvent être thérapeutiques) ;
- Les autres, faisant partie de la « Sophrologie plurielle », qui revendique une action explicitement thérapeutique.

Les différents courants évoqués sont plus précisément :
- la sophrologie caycédienne, d’inspiration phénoménologique, qui applique strictement la méthode de Caycedo ;
- la sophrologie analytique (à tendance psychanalytique, ou sophroanalyse[34],[35]) ;
- la sophrothérapie phénoménologique ;
- la sophrologie (sophrothérapie) existentielle.

### Développement et utilisation en France
C’est Raymond Abrezol (1931-2010), dentiste formé à la psychanalyse jungienne et à la médecine traditionnelle chinoise, qui impulse la diffusion de la sophrologie en France et en Suisse. En 1966, il est à l'origine de la création de la Société française de sophrologie.
La sophrologie a d'abord été utilisée dans les milieux de la médecine obstétricale et du sport de compétition. Elle est devenue dans les années 2000 plus largement populaire. En 2018, il y aurait plus de 10 000 sophrologues en France, mais avec des niveaux de formation très hétérogènes. Pour baliser la profession, les États généraux de la formation en sophrologie, regroupant une trentaine d'écoles, ont fixé un minimum de formation de 300 heures, en au moins deux ans.
Le ministère de la santé français présente le témoignage d'un usage fait en 2011 en milieu hospitalier de la sophrologie dans le cadre de soin de suite de patients en cancérologie.
« En France, la sophrologie a pénétré le secteur de la santé, notamment le domaine des pathologies chroniques. Ainsi, il n’est pas rare que des patients atteints de cancers se voient proposer, pendant ou après des traitements de chimio- ou radiothérapie, la pratique de la sophrologie comme « soin de support ». Cette offre provient le plus souvent du secteur associatif d’aide aux malades, mais parfois aussi des institutions médicales », d'après le CIPPAD en 2013, . Elle est également utilisée dans le sport et le monde de l’entreprise.
En 2019, « une commission « Qualité de service en sophrologie » dédiée à l’élaboration d’une norme nationale sur les prestations » a été ouverte par la Chambre syndicale de la sophrologie auprès de l'Association française de normalisation (AFNOR), qui précise : « De nombreuses activités gravitent autour du bien-être. Mais la qualité des prestations n’est pas toujours au rendez-vous et de nouvelles disciplines émergent. Pour cadrer les méthodes et définir les bonnes pratiques, les professionnels font d’eux-mêmes appel aux normes volontaires. Avec l’aide d’AFNOR. ». En cours de conception en 2019, la norme intitulée : Qualité de service du Sophrologue vise à être publiée en 2020.
En septembre 2019, un projet du Centre de ressource documentaire ministériel propose de classer la sophrologie dans les « thérapeutiques et soins », dans le sous-ensemble « Médecine  psychosomatique,  médecine  comportementale, sophrologie, hypnose ». 
À l'occasion de la crise sanitaire liée au coronavirus, plusieurs articles de la presse généraliste relatent des utilisations de la sophrologie pour faire face aux risques de décompensation ou plus simplement pour lutter contre le stress,,.

## Sophrologie caycédienne

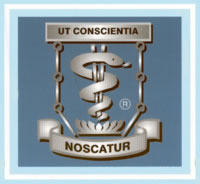
Emblème de la sophrologie créé par Alfonso Caycedo : Le serpent, représentant la sophrologie, réunit les deux composantes corps et esprit ; la devise signifie « Pour que la conscience soit connue ».

La sophrologie caycédienne est la méthode d'application conforme à la façon de pratiquer établie par Caycedo. Définie en 1988 puis déposée légalement, elle s'inscrit dans une longue évolution d'où ont émergé les autres méthodes.
La distinction de la méthode caycédienne se fait, selon le sophrologue Patrick-André Chéné, pour « protéger légalement et juridiquement au niveau international la Sophrologie authentique des dérapages, car le mot "Sophrologie" est entré dans le langage courant ».

### Approche
L'orientation propre à l'approche caycedienne est centrée sur la conscience, avec des applications dans divers domaines :
« Selon l’Académie internationale de Sophrologie Caycédienne et Patrick-André Chené, la Sophrologie Caycédienne ne se considère pas comme une technique de relaxation ou comme une thérapie mais comme une discipline de développement de la conscience. Selon Chené, son domaine d’application s’étend sur de vastes domaines comme le « traitement de la pathologie psychosomatique » ou un « rétablissement de l’équilibre psychique ». Cependant, l’étude des articles référencés sur les bases de données des sciences humaines ne permet pas de conclure quant à l’efficacité de la sophrologie pour des affections spécifiques. »
Caycedo distingue deux branches qu'il précise sur les diplômes qu'il attribue : 
- La sophrologie clinique (Caycedienne) réservée aux professionnels de la santé.
- La sophrologie socio-prophylactique (Caycedienne) réservée aux professionnels des sciences humaines, et aux sophrologues sociaux auxiliaires dans la prévention et l'éducation.

### Techniques mobilisées et inspiration
En outre,  on peut distinguer deux types d’exercices proposés par les sophrologues caycédiens : les « sophronositations », exercices proches des techniques d’hypnoses, et les « relaxations dynamiques ». Inspirées du hatha-yoga, ces « relaxations dynamiques » s’organisent en trois « degrés ». Le premier contribue à la découverte du corps et de ses sensations. Le second, d’emprunt plus clairement bouddhique, permettrait de prendre conscience que si le corps a ses limites, la conscience n’en a pas. Le troisième, dérivé du Zen, est une approche méditative.

### Enseignement
À partir de 1992, Caycedo rend les 4 premiers degrés enseignables par d'autres écoles que la sienne et invite ceux qui le souhaitent à venir en Andorre suivre son enseignement et à le diffuser sous le nom de sophrologie caycédienne. Il conserve l'exclusivité des enseignements des 8 degrés suivants qu'il met au point petit à petit. Le noyau propre à son enseignement est gardé jalousement contre toute évolution incontrôlée. Natalia Caycedo, la fille du fondateur, dirige Sofrocay, l'institution fédératrice de la sophrologie caycédienne basée en Andorre. Elle possède depuis 2013 un syndicat (SFSCay) qui défend les intérêts des sophrologues caycédiens. 

### Sémantique
La sophrologie caycédienne repose en outre sur toute la sémantique nouvelle que Caycedo utilise à dessein et dès 1960 pour nettoyer l'entendement des a priori, suivant ainsi une démarche de réduction phénoménologique, notamment afin de se démarquer des pratiques de l'hypnose, la psychothérapie, la physiothérapie, Caycedo a inventé la terminologie « vivance phronique » qui est présentée comme l'essence de toute la démarche sophrologique. Il dépose en 1994, la terminologie "SOPHROCAY Vivantial System (SVS)". Il précise que la vivance n'est pas autre chose que ce que la psychanalyse appelle inconscient, mais ce vécu (vivance) est inclus dans le champ de la conscience (phronique) puisque dans la sémantique caycedienne la conscience désigne la "force d'intégration" des expériences vécues, physique et psychique.

## Diplômes et praticiens
En Belgique, en 2010, la profession de sophrologue n'est ni protégée ni réglementée. Il existe toutefois des formations, délivrées par des écoles reconnues ou des associations privées, sanctionnées par une attestation de réussite, sans que celle-ci ait une valeur légale.
En 2015, ce métier n'est pas réglementé et son exercice est libre en France (« accessible sans diplôme particulier » selon la fiche Rome K1103 de Pôle Emploi). Toutefois, ce genre de praticien ne peut légalement procéder à aucun acte médical, tel que le diagnostic, la thérapie ou la prescription de médicaments, et encourt le cas échéant des poursuites pour exercice illégal de la médecine,. La sophrologie n'est pas considérée comme une méthode thérapeutique à promouvoir selon le ministre de la Santé questionné à l'Assemblée Nationale en 2004. 
Le titre de Master spécialiste en sophrologie caycédienne est le titre déposé et protégé juridiquement pour l'emploi légal des méthodes de l'école de recherche sophrologique. Il est délivré par la Fondation Alfonso Caycedo auprès de l'université mondiale de sophrologie d'Andorre. Le premier cycle est donné par les écoles déléguées officiellement par la Fondation, France, Belgique et Grand-Duché de Luxembourg, Suisse, Espagne, Italie, Grande-Bretagne, Portugal. Les deuxièmes et troisièmes cycles sont dispensés uniquement à Andorre sous la direction de Natalia Caycedo. Aucun de ces diplômes n'a cependant de valeur universitaire. Ces titres n'ont pas de valeur diplomante réelle et ne sont reconnus par aucun état ou organisation. 
La plupart des sophrologues sont rattachés à des syndicats qui garantissent un cadre de formation et des règles dans des chartes ou des codes de déontologie qui leur sont propres. Les sophrologues utilisent en général comme statut légal la micro-entreprise (auto-entreprise) ou l'entreprise individuelle (EI).
Le métier de sophrologue est majoritairement exercé à son compte. En moyenne, un sophrologue pourra espérer facturer ses consultations à 50 € . I

## Critiques

### Absence de validation scientifique
Le ministère de la Santé en France a publié au Journal officiel du 21 septembre 2004 sa position sur cette méthode : 

« La sophrologie n'est pas une discipline définie ni reconnue dans le cadre du code de la santé publique. […] À ce jour, aucune étude sérieuse n'ayant été réalisée dans ce sens sur la sophrologie, cette activité ne saurait être considérée comme une méthode thérapeutique à promouvoir. »

Le Centre d'information et de prévention sur les psychothérapies abusives et déviantes a mené une étude systématique de la littérature scientifique portant sur la sophrologie, qui a mis en évidence la pauvreté des études cliniques sur le sujet et l'absence d'effet positif avéré. Les recherches sur la sophrologie sont principalement le fruit de praticiens désirant promouvoir leur discipline par des études non-scientifiques, publiées généralement en marge des canaux scientifiques, mais régulièrement brandies comme arguments par les sophrologues. Cette étude a également mis en évidence le fait que la sophrologie est aujourd'hui une pratique principalement française, quasiment inexistante dans les autres pays . 
Richard Esposito, dans la conclusion de son Que sais-je ? consacré en 2018 à la sophrologie, indique : « Il reste à approfondir encore un travail épistémologique qui validera scientifiquement les fondements, les méthodes et les résultats de la sophrologie. »
En 2021, l’INSERM publie une étude sur l’efficacité et la sécurité de la sophrologie qui conclut à nouveau à la pauvreté des études actuellement disponibles pour valider l’approche. Le rapport note en outre qu’il existe maintenant plusieurs courants de sophrologie dont deux peuvent être considérés comme les principaux : le premier fédéré par les continuateurs de Caycedo, qui se voit surtout comme une «pédagogie de l’existence», une méthode d’accompagnement, le second qui s’affiche davantage comme une thérapie, au même titre que la psychanalyse. L’INSERM conclut en notant que la discipline fait actuellement des efforts pour valider scientifiquement sa démarche, et que, peut-être, dans quelques années, elle acquerra une réputation s’appuyant sur des bases plus rationnelles.

### Risques de dérives sectaires
La sophrologie est mentionnée par la Mission interministérielle de vigilance et de lutte contre les dérives sectaires (MIVILUDES) dans son guide Santé et dérives sectaires de mars 2018. Elle y est associée à diverses pratiques thérapeutiques alternatives dont la Miviludes considère qu'elles peuvent être utilisées par des mouvances sectaires comme un moyen d’attirer des personnes fragiles en quête de bien-être dans des stages de relativement longue durée. La Miviludes considère que de tels stages longs, qui isolent les personnes des influences extérieures, facilitent l'instauration d'une emprise par des personnes malintentionnées. 
Selon l'Union Nationale des Associations de Défense des Familles et de l'Individu victimes de sectes, « les problèmes de santé offrent un excellent créneau aux sectes à l'heure où l'attraction des nouvelles médecines, douces ou parallèles, situe différemment la médecine traditionnelle : sophrologie, acupuncture, homéopathie, naturopathie... ».

Selon Paul Ranc, auteur du livre Le Bonheur à Tout Prix ?, 

« la dérive de la sophrologie était prévisible. Se situant aux confins du Nouvel Âge (hypnose, training autogène, yoga) et de la médecine traditionnelle (notamment la psychiatrie et la médecine psychosomatique), la sophrologie n’a aucun point de repère solide. Basée avant tout sur l’expérience subjective de la personne et ne disposant d’aucun moyen d’évaluation objectif, la sophrologie était condamnée à des écarts de doctrine. [...] Des hommes ou des femmes ayant une connaissance plus ou moins grande de la technique sophronique se mettent à offrir des « cocktails » de « thérapies libératrices », telles que la sophrologie, la parapsychologie, le mysticisme, l’orientalisme et aussi la voyance ou la médiumnité ! Ces nouveaux « marchands de bonheur » prolifèrent un peu partout et la guerre est déclarée entre les néo-sophrologues et les sophrologues orthodoxes. »

### Aspects pseudoscientifiques
Selon un article de la revue Science et pseudo-sciences de 2018 éditée par l'Association française pour l'information scientifique : « À lire l’Académie internationale de sophrologie caycédienne et le docteur Patrick-André Chené, la sophrologie « originelle », (brevetée depuis à l’OMPI, au même titre que Méthode Alfonso Caycedo® ou Méthode Isocay®), ne se considère pas comme une simple technique de relaxation, ni comme une thérapie mais comme une discipline scientifique de développement de la conscience. Pourtant, l’indigence scientifique de cette méthode est patente, et le corpus la documentant quasi inexistant, tandis que les prétentions, elles, sont très larges, balayant un spectre allant du « traitement de la pathologie psychosomatique » au « rétablissement de l’équilibre psychique ». Nous ne doutons pas que les patients ou les simples clients puissent en tirer des bénéfices personnels, ou de la détente et du simple plaisir, de l’une ou l’autre des sophrologies disponibles. Mais le buisson ramifié de toutes les variantes existantes (que Caycedo appelait avec amertume « des sophrologies cui-cui ») a pour souche une méthode qui n’a jamais documenté ses prétentions, et il est souhaitable que les consommateurs le sachent. » L'article conclut qu'« il n’existe aujourd’hui aucune étude méthodologiquement rigoureuse qui démontre l’efficacité ou l’absence d’efficacité propre de la sophrologie ».
Selon le Collectif de recherche transdisciplinaire esprit critique et sciences : « Alors qu’initialement, la Relaxation Dynamique Caycédienne ne comportait que trois degrés, Caycedo « approfondit » de plus en plus son étude de la conscience en y ajoutant davantage de néologismes, qui rendent les terminologies de plus en plus complexes pour les profanes. On peut par exemple citer l’ajout dans les degrés les plus avancés de l’utilisation de techniques de vibrations sonores, de nouvelles énergies (nommées Omicron, Ompsilon ou Epsilon) et de nouveaux niveaux de conscience (la Conscience Phronique). Ces ajouts de la part de Caycedo font fi des travaux scientifiques dans le domaine et rendent l’approche de la sophrologie Caycédienne plutôt opaque, même pour des professionnels de la santé mentale. »

### Comparatif avec l'hypnose
Selon Léon Chertok, la sophrologie ne serait que de l'hypnose, rebaptisée parce qu'il y aurait un tabou autour de ce terme dans les pays latins. Une étude systématique publiée par Renaud Marhic et Emmanuel Besnier aboutit à la même conclusion.

### Dérives marketing
Le sophrologue Richard Esposito reconnait en 2018 que « Depuis une dizaine d’années, [la diffusion de la sophrologie] s’est accélérée, entraînant une plus grande connaissance et reconnaissance, mais parallèlement s’est développé un “sophromarketing” qui fait croire que la sophrologie est un remède à tous les maux ».